# Диес (божество)
Диес (лат. Diēs — «день») — олицетворение дня в римской мифологии, двойник греческой богини Гемеры, дочь Ноксы (Ночи) и Скотуса (Тьмы).

## Имя
Латинское существительное diēs происходит от праитальянского слова *dijēm, стоящего в винительном падеже единственном числе, которое происходит от праиндоевропейского корня *dyeu-, обозначающего «дневное небо» или «яркость дня» (противопоставляется темноте ночи). Соответствующим праиндоевропейским богом дня является Dyeus.